# 雲高計

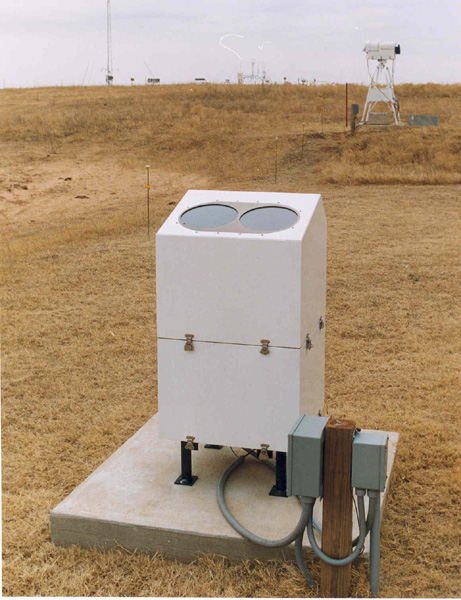
レーザー雲高計

雲高計（うんこうけい、英語: ceilometer）とは、レーザーなどの光源を使って雲底の高さを測定する装置である。雲底計（うんていけい）、雲高測定器（うんこうそくていき）、シーロメータなどとも呼ばれる。

## 概要
- 光学式ドラム雲高計は、雲の底に投影された光のスポットの高さを三角測量で測定する。基本的に、回転するプロジェクタ、検出器、レコーダで構成される。プロジェクタは、回転に応じた角度で強力な光のビームを空に向かって放射する。検出器は、プロジェクタから一定の距離に位置しており、光電池を垂直に向けている。雲底から戻ってきた光を検出器が検出すると、角度から雲の高さが計算される。
- レーザー雲高計は、垂直に向けられたレーザーと受光器が一箇所に設置されている。光のパルスが雲底で散乱して戻ってくるのにかかった時間 ({\displaystyle \delta t}) を測定して高さを判定する。

{\displaystyle distance={\frac {c\delta t}{2}}} c は空気中の光速
空気分子により光が拡散するため、雲高計が有効なのは高度4000メートル（1万3123フィート）までである。さらに、雲高計は空気中のあらゆる粒子（ちり、降水、煙など）に反応してしまうため、（雲底の高さとしては）誤った値を示すことが時々ある。たとえば、設定されている閾値にもよるが、氷霧（ダイヤモンドダスト）が発生していると空が晴れていても雲高計は雲高ゼロを示すかもしれない。
こうした性質を利用して、雲高計を他の用途に使うこともできる。どんな反射でも検知するので、返されたエネルギーの全パターンを調べることにより、雲底以外でも反射があればどんな薄い層でも見つけることができる。また、拡散が起こる率は晴天下で雲高計に戻ってきた減衰量でわかり、消散係数が得られる。これらのデータを使い、鉛直視程や大気汚染物質の濃度が求められる。研究開発中だが、実際の運用目的でも使われている。